# 科绍·费伦茨
科绍·费伦茨（匈牙利語：Kósa Ferenc，1937年—2018年12月12日），匈牙利電影導演和編劇。他在1961年至1988年间执导了十三部电影。他凭借电影《一万天》赢得了1967年戛纳电影节最佳导演奖。

## 代表作
- 《The Upthrown Stone（英语：The Upthrown Stone）》（1969年）
- 《一万天（英语：Ten Thousand Days (film)）》（1967年）
- 《Hószakadás》（"Snowfall"）（1974年）